# 바미
바미(Bammy)는 자메이카의 전통 빵이다. 바미는 카사바를 빻은 가루로 만든다.

## 같이 보기
- 자메이카 요리